# Trichoglossus forsteni
El lori pechiescarlata (Trichoglossus forsteni) es una especie de ave psitaciforme de la familia Psittaculidae endémica de las islas menores de la Sonda. Anteriormente era considerada una subespecie del lori arcoíris (Trichoglossus haematodus), pero en la actualidad es tratada como especie separada por la mayoría de autoridades taxonómicas.

## Taxonomía
La especie fue descrita científicamente por el ornitólogo francés Charles Lucien Bonaparte en 1850 con el nombre binominal actual. El epíteto específico forsteni conmemora al naturalista holandés Eltio Alegondas Forsten.

### Subespecies
Se reconocen cuatro subespecies:
- T. f. djampeanus Hartert, 1897 – en la isla Tanah Jampea;
- T. f. stresemanni Meise, 1929 – en la isla Kalaotoa;
- T. f. mitchellii Gray, GR, 1859 – en las islas de Bali y Lombok;
- T. f. forsteni Bonaparte, 1850 – en la isla de Sumbawa;

## Descripción
Es el miembro más oscuro y posiblemente el más marcado del grupo de loris arcoíris. Tiene la cabeza azulada oscura que contrasta fuertemente con la nuca verde lima y el pecho escarlata profundo (en la mayoría de subespecies) o naranja profundo (en stresemanni), que a su vez contrasta fuertemente con el vientre azulado oscuro.

## Distribución y hábitat
Es endémica a las islas indonesias de Bali, Lombok, Sumbawa, Tanah Jampea y Kalaotoa (entre Célebes y Flores). Habita en bosques y plantaciones en altitudes por debajo de 1200 metros en Sumabwa, pero hasta los 2150 m en Lombok. Su pequeña área de distribución combinada a una extensa destrucción del hábitat y a la captura para el comercio de loros es causa de graves preocupaciones. Sigue siendo bastante común en Sumbawa, pero es escasa o rara en otros lugares. Parece haber sido extirpada de Tanah Jampea, y puede haber sido extirpada de Bali y Kalaotoa.